# ニコライ・コンラド
ニコライ・イオシフォヴィチ・コンラド（Никола́й Ио́сифович Ко́нрад; Nikolaĭ Iosifovich Konrad, 1891年3月1日 - 1970年9月30日）は、ソビエト連邦の東洋学者。ソ連における日本・中国研究に指導的役割を果たした。

## 経歴
モスクワとキエフとを結ぶ街道沿いの町オリョールに生まれ、まもなく一家でリガ（現在のラトビアの首都）に引越した。1908年ペテルブルク大学東洋学部日本語・中国語科に入学。そこで黒野義文に日本語会話を習うが、黒野の能力に不満があり、実用東洋語学院にダブルスクールで通い、デ・エム・ポズネーエフ教授やエス・イノウエ講師から日本語を学んだ。
1912年、ロシア・日本協会の派遣により日本を短期間旅行した。帰国後1913年から1年半、キエフ専門学校で日本語と中国語を教えた。1914年、東京帝国大学国文科に派遣され、芳賀矢一、上田萬年の日本文学の講義を受けた。当初1年余りは本郷の菊富士ホテルに滞在し、のちペテルブルク大学から官費で留学していたニコライ・ネフスキーとともに駒込林町の一軒家に住み、3年間にわたり漢学者高橋天民に師事したとされる。
当時日本には、ペテルブルク大学を卒業して日本研究に従事した者が3名いて、コンラドは日本における中国文化を、ネフスキーは神道を、ローゼンベルクは仏教哲学を、分担して研究にあたった。
1917年ロシア革命が起こり、帰国。生地オリョールに新設された大学（現在はオリョール教育大学を経てオリョール大学）に学長として勤め、1922年に母校に呼び戻されて日本語・日本文学講座を開設して1938年まで勤めた。1923年正教授、1934年ソ連初の日本文学博士、1934年ロシア科学アカデミー準会員、1958年正会員。
1934年以降、粛清されたネフスキーの遺児エレナを引き取り、養育した。
昭和44年（1969年）、日本政府から勲二等旭日重光章を贈られた。

## 業績
日本から帰国した直後1920年代から1930年代半ばにかけて、日本の文藝作品を旺盛に翻訳した。たとえば、方丈記（1921年）、伊勢物語（同）、源氏物語「空蝉」（1924年）、同「夕顔」（1925年）、同「雨夜の品定め」（1927年）、平家物語（1927年）といった古典や、岡鬼太郎の戯曲（1926年）、谷崎潤一郎「痴人の愛」（1928年）、夏目漱石「こゝろ」（1935年）といった近代文学である。源氏物語の外国人による翻訳に関して、コンラドの露訳は、1925年の英訳に先行している。
1928年にソ連で初めて歌舞伎公演が行われた際、その解説を多く発表した。
1940年代は日本語教科書や日本文学選集を編纂し、1950年代は主に中国文学を研究・翻訳した。
主著『東洋と西洋』では、東洋文学を足場に世界文学論を展開したり、ロシア文学者昇曙夢の功績を語る形で日露文学交流史を論じたりした。

## 著作
日本語訳のあるもののみ示す

### 単著
- 奈良時代の土地制度 / 早川二郎訳. -- 白揚社, 1937
- 東洋と西洋 / 大沢正ほか訳. -- 理論社, 1969, 上下巻

### 共著
- 日本歴史 / ソヴエート中央委員会編 ; 早川二郎訳. -- 白揚社, 1934
- 日本の歴史 / 太平洋研究會訳. -- 叢文閣, 1935 （以上2点、原典同じ）
- 日本歴史入門 / 橋本弘毅訳. -- 岩崎書店, 1946 （『ソ同盟大百科全書』第65巻「日本」の項より「歴史」の部分を訳出したもの）

### 論文集
- 日本学序説 : コンラド博士古稀記念論文集 / イエ・エム・ジューコフ（ロシア語版）編 ; 西牟田久雄訳. -- 刀江書院, 1966